# Život Ježíše
Život Ježíše (v originále La Vie de Jésus) je francouzský dramatický film z roku 1997, který režíroval Bruno Dumont podle vlastního scénáře. Snímek měl světovou premiéru v květnu 1997 na filmovém festivalu v Cannes v sekci Quinzaine des réalisateurs.

## Děj
Freddy je mladý nezaměstnaný muž, který žije se svou matkou ve městě Bailleul. Jeho život naruší příchod Kadera, který svede jeho přítelkyni Marii.

## Obsazení
| David Douche       | Freddy                         |
| Marjorie Cottreel  | Marie, pokladní v supermarketu |
| Geneviève Cottreel | Yvette, matka Freddyho         |
| Kader Chaatouf     | Kader                          |
| Sébastien Delbaere | Gégé                           |
| Sébastien Bailleul | Quinquin                       |
| Samuel Boidin      | Michou                         |
| Steve Smagghe      | Robert                         |
| Suzanne Berteloot  | zdravotní sestra               |
| Fu'ad Aït Aattou   | mladý rocker                   |

## Ocenění
- Cena Jeana Viga
- Nominace na Grand Prix Unie filmových kritiků
- Filmový festival ve Valencii: Zlatá palma
- Cena Nadace Gan
- Cena Michela Simona pro Marjorie Cottreel